# Miltscho Nenow
Miltscho Nenow (bulgarisch Милчо Ненов; * 19. Dezember 1957) ist ein ehemaliger bulgarischer Eishockeyspieler. 

## Karriere
Miltscho Nenow nahm für die bulgarische Nationalmannschaft an den Olympischen Winterspielen 1976 in Innsbruck teil. Mit seinem Team belegte er den zwölften und somit letzten Platz. Er selbst kam im Turnierverlauf in sechs Spielen zum Einsatz und erzielte dabei drei Tore und zwei Vorlagen.  